# Be Printers
Be Printers war eine deutsche Unternehmensgruppe der Druckindustrie mit Hauptsitz in Hamburg. Sie wurde 2012 von Bertelsmann gegründet und ging 2016 vollständig in der Bertelsmann Printing Group auf. Zu ihr gehörte unter anderem Prinovis.

## Geschichte
2012 bündelte der Medien- und Dienstleistungskonzern Bertelsmann einen Teil seiner Druckereien unter dem Dach von Be Printers. Der neue Unternehmensbereich umfasste insgesamt 17 Druckereien in Deutschland, Großbritannien, Italien, Spanien, Kolumbien und den Vereinigten Staaten. Diese gehörten zuvor zum Dienstleistungsbereich Arvato, dort verblieben lediglich die deutschen Druckereien GGP Media, Mohn Media und Vogel Druck. Mit 6.380 Mitarbeitern erzielte Be Printers im Geschäftsjahr 2012 einen Umsatz in Höhe von 1,174 Milliarden Euro. Bertram Stausberg übernahm die Geschäftsführung der Unternehmensgruppe. Die Gründung von Be Printers war Teil eines größeren Umbaus des Bertelsmann-Konzerns unter dem seit 2012 amtierenden Vorstandsvorsitzenden Thomas Rabe.
Im ersten Geschäftsjahr hatte Be Printers vor allem mit Kritik an der Schließung der Prinovis-Druckerei in Itzehoe zu kämpfen. Die Umsätze von Be Printers gingen über die Jahre aufgrund von Unternehmensverkäufen sowie des Preisverfalls und der Überkapazitäten am Markt weiter zurück. Zum Beispiel verlor man das Nachrichtenmagazin Der Spiegel als Kunden an Mohn Media. 2013 sank der Umsatz von Be Printers auf 1,123 Milliarden Euro, 2014 lag er erstmals unter einer Milliarde (996 Millionen Euro). Um das Geschäft zu stabilisieren, verkaufte Be Printers 2015 zunächst seine Druckereien in Spanien und Italien. Im weiteren Verlauf des Jahres erhielt der Konzern dann durch den Ausstieg von Axel Springer beim Tiefdruckunternehmen Prinovis Gelegenheit, die Strukturen des Geschäfts zu vereinfachen. Zum 1. Januar 2016 fasste Bertelsmann sämtliche Druckereien in der Bertelsmann Printing Group zusammen. Neben Be Printers einschließlich Prinovis gingen auch die bei Arvato verbliebenen Betriebe in der neuen Unternehmensgruppe auf, die Marktführer in Europa ist.